# بيني ديفيس
بيني ديفيس (بالإنجليزية: Benny Davis)‏ هو كاتب أغاني وملحن أمريكي، ولد في 21 أغسطس 1895 في نيويورك في الولايات المتحدة، وتوفي في 20 ديسمبر 1979 في ميامي في الولايات المتحدة.

## وصلات خارجية
- بيني ديفيس على موقع ميوزك برينز (الإنجليزية)
- بيني ديفيس على موقع قاعدة بيانات برودواي على الإنترنت (الإنجليزية)
- بيني ديفيس على موقع ديسكوغز (الإنجليزية)